# Drapeau de Madison (Wisconsin)
Le drapeau de Madison est adopté par la ville de Madison, dans le Wisconsin, aux États-Unis. Il comprend un fond bleu ciel avec une bande blanche diagonale qui va du coin inférieur gauche au coin supérieur droit qui symbolise le lac Mendota, le lac Monona et l'isthme entre eux. Au centre du drapeau se trouve une croix noire, qui symbolise les quatre lacs (Mendota, Monona, Kegonsa et Waubesa), ainsi que la forme en croix du capitole de l'État du Wisconsin. Le cercle d'or au milieu représente le dôme du Capitole de l'État du Wisconsin.

## Histoire
Rick et Dennis Stone, membres du Madison Scouts Drum and Bugle Corps, conçoivent le drapeau avec leur instructeur de garde de couleur John Price. Dans la conception originale, adoptée par le gouvernement municipal le 12 avril 1962, la forme superposée sur la croix est un symbole du Zia, sacré pour le peuple amérindien Zia du Nouveau-Mexique. Alors que les concepteurs du drapeau de Madison avaient l'intention de représenter un « symbole du soleil indien », il n'est utilisé par aucun des groupes amérindiens de la région du Wisconsin, et les concepteurs du drapeau ignoraient qu'il était spécifiquement puebloan ou Nouveau-Mexicain.
Dans un sondage mené en 2004 par l'Association nord-américaine de vexillologie, le drapeau de Madison est classé 11e meilleur des 150 grandes villes des États-Unis.
Le drapeau de Madison connait une résurgence à partir de 2015, lorsque Madison Alder Maurice Cheeks rédige et adopté une résolution exigeant que le drapeau soit arboré sur la propriété de la ville dans le cadre d'une campagne de sensibilisation au symbole de la fierté locale,. Cette exposition accrue suscite des inquiétudes quant à « l'appropriation culturelle » d'un symbole sacré pour les Zia, ainsi que pour d'autres Puebloans, métis hispaniques et de nombreux autres peuples autochtones affiliés au Nouveau-Mexique, ainsi, en 2017, Cheeks se joint à son compatriote Aulne Arvina Martin pour diriger un effort visant à modifier la conception du drapeau,,. Le concepteur d'origine Rick Stone soutient publiquement les efforts, « tant que cela ne change pas de manière significative le design du drapeau ou (ne le fait pas paraître complètement différent ». Le Conseil commun opte pour un dessin qui remplace le symbole sacré du soleil de Zia par un disque en or. Leur projet de loi est soutenu par le maire Paul Soglin, et adopté à l'unanimité par le conseil le 24 juillet 2018. Après le vote, Martin présente aux frères Stone le premier exemplaire du nouveau drapeau.